# Vorrmyrtjärnen, Västerbotten
Vorrmyrtjärnen är en sjö i Vindelns kommun i Västerbotten och ingår i Umeälvens huvudavrinningsområde.